# Matlock Town
Matlock Town är en civil parish i distriktet Derbyshire Dales i grevskapet Derbyshire i England, i den södra delen av Storbritannien, 200 km nordväst om huvudstaden London. Det inkluderar Matlock, Hearthstone, Matlock Bank, Matlock Bridge, Matlock Cliff, Riber och Starkholmes. Parish har 9 543 invånare (2011).